# Feinstrukturkonstante

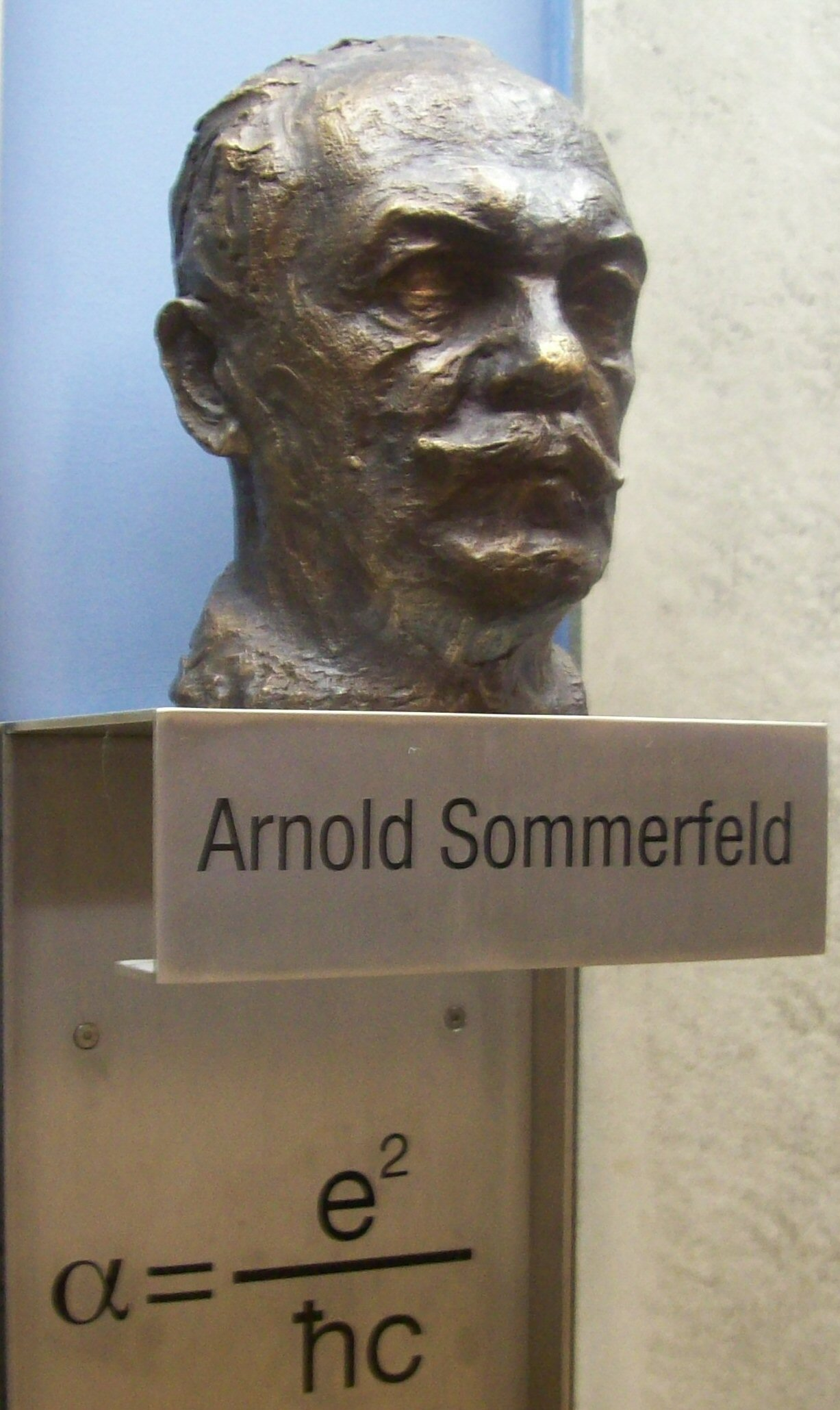
Sommerfeld-Büste in der Universität München. Unter der Büste steht die Formel der Feinstrukturkonstante (angegeben im Gaußschen Einheitensystem).

Die Feinstrukturkonstante {\displaystyle \alpha } ist eine dimensionslose physikalische Konstante, die die Stärke der elektromagnetischen Wechselwirkung angibt. Sie wurde 1916 von Arnold Sommerfeld bei der theoretischen Erklärung der Aufspaltung (Feinstruktur) von Spektrallinien im Spektrum des Wasserstoffatoms eingeführt, daher wird sie auch Sommerfeld-Konstante oder Sommerfeldsche Feinstrukturkonstante genannt.
Die Sommerfeld-Konstante {\displaystyle \alpha } ist zu unterscheiden vom Sommerfeld-Koeffizienten {\displaystyle \gamma }, der die Wärmekapazität des Elektronengases bestimmt.
Sommerfeld definierte die Feinstrukturkonstante ursprünglich als das Verhältnis der Bahngeschwindigkeit des Elektrons im Grundzustand des Bohrschen Wasserstoffatoms zur Lichtgeschwindigkeit im Vakuum.
In der Quantenelektrodynamik steht die Feinstrukturkonstante für die Stärke, mit der das Austauschteilchen der elektromagnetischen Wechselwirkung, das Photon, an ein elektrisch geladenes Elementarteilchen, zum Beispiel ein Elektron, koppelt. Daher ist sie die elektromagnetische Kopplungskonstante, die bestimmt, wie stark die (abstoßenden oder anziehenden) Kräfte zwischen elektrisch geladenen Teilchen sind und wie schnell die elektromagnetisch verursachten Prozesse, z. B. die spontane Emission von Licht, ablaufen.

## Wert
Der vom Committee on Data for Science and Technology (CODATA) empfohlene Wert (Datensatz 2022) beträgt:
{\displaystyle \alpha \ =7{,}297\,352\,564\,3(11)\cdot 10^{-3}\ =\ {\frac {1}{137{,}035\,999\,177\,(21)}},}
wobei die eingeklammerten Ziffern die Unsicherheit in den letzten Stellen des Wertes bezeichnen. Diese Unsicherheit ist als geschätzte Standardabweichung des angegebenen Zahlenwertes vom tatsächlichen Wert angegeben.
Die Feinstrukturkonstante ist mit der Elementarladung, der Planck-Konstante {\displaystyle h}, der Lichtgeschwindigkeit {\displaystyle c} und der elektrischen Feldkonstante {\displaystyle \varepsilon _{0}} wie folgt verknüpft:
{\displaystyle \alpha \ =\ {\frac {1}{2c\,\varepsilon _{0}}}\;{\frac {e^{2}}{h}}=\ {\frac {1}{4\pi \,\varepsilon _{0}}}\;{\frac {e^{2}}{\hbar \cdot c}}.}
Den Konstanten {\displaystyle e,h} und {\displaystyle c} wurde im internationalen Einheitensystem (SI) ein fester Wert zugewiesen. Daher ist die Feinstrukturkonstante direkt und mit identischer Messgenauigkeit mit der elektrischen Feldkonstante {\displaystyle \varepsilon _{0}} verknüpft.
Vor der Revision des SI im Jahr 2019 waren {\displaystyle c} und {\displaystyle \varepsilon _{0}} fest definiert, {\displaystyle h} und {\displaystyle e} hingegen experimentell zu bestimmende Größen. Für die Messung der Feinstrukturkonstante nutzte man aus, dass {\displaystyle e^{2}/h} der Kehrwert des aus dem Quanten-Hall-Effekt bestimmbaren von-Klitzing’schen Elementarwiderstandes ist, der sehr genau gemessen werden konnte.

## Vergleich der Grundkräfte der Physik
Direkt kann die Stärke der elektromagnetischen Wechselwirkung nur mit der Gravitation verglichen werden, da beide Kräfte dem gleichen Abstandsgesetz gehorchen: Die Stärke der Kraft nimmt mit dem Quadrat des Abstandes ab.
Will man die durch die Gravitationskonstante angegebene Stärke der Gravitation zwischen zwei Elementarteilchen in einer wie die Feinstrukturkonstante dimensionslosen Zahl angeben, so hängt dieser Wert von der Masse der beiden Elementarteilchen ab. Für die Stärke zwischen zwei relativ massereichen Protonen erhält man eine größere dimensionslose Zahl als für die Stärke zwischen zwei Elektronen. Aber selbst für die Anziehungskraft zwischen zwei Protonen erhält man nur:
{\displaystyle \alpha _{G}\ ={\frac {G\,m_{p}^{2}}{\hbar \,c}}\ \approx \ 5{,}9\cdot 10^{-39}.}
Vergleicht man diesen Wert mit der Feinstrukturkonstanten, die die Stärke der elektrischen Abstoßung zwischen den beiden Protonen angibt, sieht man, dass die elektromagnetische Wechselwirkung etwa 1036-mal so stark ist wie die Gravitation (Hierarchieproblem).
Die Starke Wechselwirkung hat eine energieabhängige („laufende“) Kopplungskonstante. Der Vergleichswert für die Kraft zwischen zwei Nukleonen im Atomkern ist
{\displaystyle \alpha _{s}\ \cong \ 1.}
Vergleicht man die Zerfallsraten aus starken und schwachen Zerfällen, so erhält man für die Schwache Kraft eine Kopplungskonstante von
{\displaystyle \alpha _{w}\ =\ 10^{-7}\ \ldots \ 10^{-6}.}

## Zeitliche Konstanz
Die Antwort auf die Frage, ob die Feinstrukturkonstante zeitlich variiert oder seit dem Urknall unverändert ist, ist von beträchtlichem theoretischen Interesse. Bisherige Überlegungen und Messungen konnten bislang keine Veränderung signifikant nachweisen.
Experimente und Messungen dazu werden auf ganz unterschiedlichen Zeitskalen durchgeführt:
- Laborexperimente, beispielsweise mit Atomuhren, können die relative zeitliche Veränderung von {\displaystyle \alpha } auf höchstens (−1,6 ± 2,3) × 10−17/Jahr einschränken.[8]
- Die Beobachtung von Absorptionslinien von Quasaren verbessert diese Genauigkeit um ein bis zwei Größenordnungen,[9][10] wobei die Behandlung systematischer Fehler aber schwierig ist und bislang sowohl signifikant positive als auch Nullresultate publiziert wurden. Eine abschließende Auswertung aller Daten steht noch aus.
- Die Betrachtung der primordialen Nukleosynthese ergibt keine Veränderungen auch für Zeiten unmittelbar nach dem Urknall, allerdings mit größerer Unsicherheit.
- Der Naturreaktor Oklo[11][12] und die Isotopenverteilung in Meteoriten wurden ebenfalls für Abschätzungen benutzt.

1999 behauptete ein Team unter der Leitung von John K. Webb erstmals eine Variation in α entdeckt zu haben. Im April 2020 bestätigen Wissenschaftler unter der Leitung von Webb vier Messungen der Feinstrukturkonstante mittels Quasar ULAS J1120+0641 und berichteten, dass der Wert der „Konstante“ von anderen Messdaten abweicht. Ihre Studie bestärkt zudem die Hypothese, nach der physikalische Gesetze in räumlichen „Richtungen“ des Universums variieren können und dieses somit anisotrop ist. Dies hätte Implikationen für Theorien zur Entstehung der Bewohnbarkeit des Alls. Bereits 2011 wurde eine Studie über Indizien zu einem räumlichen Dipol im All veröffentlicht.

## Zitate
“It has been a mystery ever since it was discovered more than fifty years ago, and all good theoretical physicists put this number up on their wall and worry about it.”

„Seit ihrer Entdeckung vor über fünfzig Jahren ist diese Zahl ein Geheimnis, und seither steckt sie sich jeder gute Theoretiker, der etwas auf sich hält, hinter den Spiegel.“